# Arijana Boras
Arijana Boras (Konjic, 15 dicembre 1976), è un ex sciatrice alpina jugoslava, dal 1992 bosniaca, con cittadinanza italiana.

## Biografia
Il padre era maestro di sci a Bjelašnica. A otto anni andò a vedere la discesa libera maschile della Olimpiadi di Sarajevo 1984 che suscitò il suo desiderio per lo sport. All'età di dodici anni ottenne la prima convocazione in nazionale giovanile.
A sedici anni si qualificò ai Giochi olimpici invernali di Albertville 1992 in rappresentanza della Jugoslavia. Arrivò in Francia con un viaggio in pullman da Sarajevo e dormì a casa di persone del posto che si erano offerte di ospitare gli atleti. Gareggiò in combinata, senza riuscire a terminare la gara a causa di un infortunio. Venne portata in opedale dove conobbe Deborah Compagnoni, che dopo aver vinto l'oro nel supergigante, il giorno dopo subì uno dei suoi più gravi infortuni ai legamenti delle ginocchia.
Un mese dopo la fine dei Giochi, seppe di non poter rientrare in Jugoslavia a causa dello scoppio guerra il 1º marzo 1992, in quanto minorenne. La sua famiglia riuscì ad andare a prenderla per consentirle di fare rientro in Bosnia.
Qualche tempo dopo fu aggregata alla nescente nazionale della Bosnia e si trasferì in Slovenia per potersi allenare, dato l'imperversare del conflitto bellico. Fece la sua seconda apparizione alle Olimpiadi a Lillehammer 1994, in rappresentanza della Bosnia ed Erzegovina, in cui si classificò 27ª nello slalom speciale. Conobbe Alberto Tomba allenandosi sulla stessa pista.
Grazie ad Alberto Tomba e Deborah Compagnoni riuscì a mettersi in relazione con i loro sponsor e decise di rifugiarsi in Italia a Bormio, dopo che l'azienda di promozione turistica (APT) della Valtellina le mise a disposizione una casa, dandole la possibilità di continuare a sciare. Si aggregò negli allenamenti allo sci club di Bormio. Nonostante la fine della guerra nel dicembre 1995 rimase a vivere a Bormio, dove conobbe il proprio compagno di vita.
Ai Giochi olimpici di Nagano 1998, sempre con la nazionale bosniaca, ottenne il 39º posto nel supergiante. Non terminò la gara dello slalom gigante.
Si ritirò dalla carriera agonistica nel 2001. In seguito lavorò in un negozio di abbigliamento a Bormio. Si dedica allo sci alpinismo amatoriale sul ghiacciaio dei Forni.